# غينت (نيويورك)
غينت (بالإنجليزية: Ghent, New York)‏ هي بلدة أمريكية تقع في الولايات المتحدة في مقاطعة كولومبيا، نيويورك. يقدر عدد سكانها بـ 5,402 نسمة ومساحتها 117.6 كم2 وترتفع عن سطح البحر 123 متر.

## أعلام
- موريس لافي
- ويليام بي فان نيس
- جوش كيز
- كريستانا لوكن